# IC 3750
IC 3750 је појединачна звијезда у сазвјежђу Береникина коса која се налази на листи објеката дубоког неба у Индекс каталогу.
Деклинација објекта је + 19° 6' 16" а ректасцензија 12h 45m 57,2s.